# 3D-Grafiksoftware

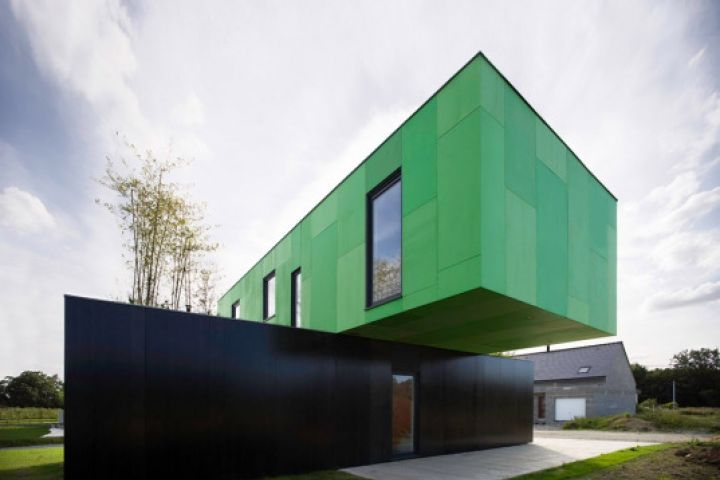
Ergebnis der Bildsynthese einer Szenerie, in deren Optischen Zentrum ein Gebäude liegt (siehe Architekturvisualisierung)

Als 3D-Grafiksoftware werden Computerprogramme bezeichnet, mit welchen sich dreidimensionale Szenen erstellen und/oder rendern (also aus ihnen Bilder oder Computeranimationen errechnen) lassen.
Wird nur die Modellierung und Texturierung unterstützt, so bezeichnet man die Software als 3D-Modellierungswerkzeug.
Auf diesem Wege generierte Szenerien können u. a. in virtuellen Realitäten, Videospielen, Bildsynthesen (Grafiken und Animationen) systematisiert werden.

## Einsatz
3D-Grafikprogramme werden von Unternehmen verschiedener Branchen eingesetzt. Sie werden in der Computerspiele- und Filmindustrie zur Erstellung fotorealistischer, stilisierter und abstrakter Szenerien, im CAD-Bereich zur Fertigung von Plänen, im Grafikbereich zur Erstellung dreidimensionaler Grafiken und im Bereich der Architekturvisualisierung eingesetzt, in welchem sie zur Erstellung realitätsgetreuer Abbildungen von Gebäuden und Umgebungen genutzt werden. Professionelle Studios nutzen meist Maya und Houdini.
Im Heimanwenderbereich sind 3D-Grafikprogramme im Gegensatz zu Bildbearbeitungsprogrammen bisher kaum verbreitet. Begründet wird dies meist mit der Komplexität der Programme, die eine lange Einarbeitungszeit und eventuell eingehender Beschäftigung mit in das Thema einführender Literatur voraussetzen. Im Heimanwender-Bereich wird häufig das kostenfreie Open-Source-Programm Blender eingesetzt.
Im Bereich der Wissenschaft, insbesondere für materielles Kulturgut und der Archäologie, werden Methoden zur Analyse und Visualisierung von 3D-Messdaten entwickelt. Einige der Methoden sind über freie Softwarepakete wie das GigaMesh Software Framework oder CloudCompare auch frei verfügbar und für andere Anwendungen nutzbar.

## Typen

### 3D-Modellierungs-Software
3D-Modellierungsprogramme dienen zur Organisation von Szenerien und zum Modellieren, Texturieren und Animieren von Körpern.
In der heutigen Zeit werden diese Arbeiten in der Regel in Programmpaketen verrichtet.

### Sculpting-Programme
Mit Sculpting-Programmen lassen sich Körper (wie virtueller Ton) mit Hilfe von "Pinseln" dadurch, dass man mit der Maus oder dem Stift eines Grafiktabletts über sie fährt, verformen. So lassen sich Körpern u. a. Vertiefungen und Erhöhungen beifügen und Teile ihrer Oberfläche homo- bzw. heterogenisieren.
Populäre Programme dieser Art sind u. a.:
- Z-Brush
- Mudbox
- Sculptris

### Simulationswerkzeuge
Simulationswerkzeuge ermöglichen die digitale Nachvollziehung chemischer Reaktionen und physikalischer Prozesse (Verbrennungen, Kollisionen, Gravitation, organischer Materialien etc.)
Populäre Programme dieser Art sind u. a.:
- Wavelet Turbulence
- RealFlow

### Renderengines
Renderengines interpretieren Szenerien und verarbeiten führen die Bildsynthese durch.
Populäre Programme dieser Art sind u. a.:
- LuxRender
- V-Ray
- Octane
- Arnold Renderer
- Mental Ray
- Cycles

### 3D-Grafiksuiten
3D-Grafiksuiten sind Programmpakete, welche zumindest über Werkzeuge zur Modellierung, zur Texturierung und zur Bildsynthese verfügen.
Populäre Programme dieser Art sind u. a.:
- Maya
- Cinema 4D
- LightWave 3D
- Blender
- 3ds Max
- Houdini